# Juan de Mendoza y Luna
Juan de Mendoza y Luna, (Guadalajara, Espanya, gener de 1571 - Madrid, 9 d'octubre de 1628), de la Casa dels Mendoza, III Marquès de Montesclaros i administrador de les províncies espanyoles a Amèrica. Va ser successivament l'onzè Virrei de Nova Espanya (1603-1607) i del Perú (1607-1615).

## Biografia
Juan de Mendoza y Luna era el fill pòstum del II Marquès de Montesclaros. Va ser criat per la seva mare, Isabel Manrique de Padilla.
Es va distingir en el servei en l'exèrcit del Duc d'Alba en la campanya portuguesa, com un capità de llancers. Pel seu servei, li van concedir l'honor de ser Cavaller de l'Ordre de Santiago el 1591. Més tard va ser governador de Sevilla.

## Virrei de Nova Espanya
Va servir en l'exèrcit amb distinció en la campanya de Portugal. Va ser nomenat Virrey de la Nova Espanya el 19 de maig de 1603, acompanyat de la seva esposa, Ana de Mendoza —també coneguda com a Ana Messía—, i hi va arribar el 27 d'octubre del mateix any. Poc després, a l'agost de 1604, una inundació va assolar la Ciutat de Mèxic, i va proposar tralladar la capital a Tacubaya. Davant el costós del pla va concloure que els palaus virreinales, que havien costat molts de diners, no es podien abandonar, va ordenar una sèrie d'obres per al desguàs de les llacunes de la Ciutat de Mèxic —desguàs de Huehuetoca, que no va ser acabat fins al mandat del seu successor—, per a prevenir noves inundacions. També va manar empedrar els carrers de la Ciutat de Mèxic, construir un aqüeducte per al proveïment d'aigua potable des de les fonts de Chapultepec al centre de la ciutat —obra que tampot no es va acabar durant el seu mandat— i una sèrie de calçades que de la Ciutat de Mèxic portaven a Guadalupe, San Cristóbal, San  Antonio Abad, Chapultepec i unes altres; el seu govern es va acabar el 2 de juliol de 1607, i es va embarcar des del porty d'Acapulco, amb destinació a Lima.

## Virrey del Perú
Durant el seu mandat com Virrei del Perú, que va començar el 21 de desembre de 1607, va fomentar la flota, va manar confeccionar el primer cens de Lima, va construir el Pont de Pedra sobre el riu Rímac i l'Albereda dels Descalços, i es va fer conegut per la seva protecció dels indis, per la denúncia davant el Rei de les excessives riqueses que atresoraven les ordres religioses, així com per la institució del primer tribunal major de comptes del virregnat. Durant el seu mandat, que va acabar el 18 de desembre de 1615, es va descobrir una mina de mercuri a Huancavelica.

## Retorn a Espanya
Després de tornar a Espanya el 1616 va ser promogut Conseller d'estat i de Guerra del Rei, governador del consell d'Hisenda, també d'Aragó i un alt funcionari axl Tribunal. El rei Felipe IV ho va fer Gran d'Espanya.